# Biblioteca regionale di Aosta
La Biblioteca Regionale di Aosta (in francese, Bibliothèque régionale d'Aoste) è stata fondata nel 1950, ed è la più importante istituzione bibliografica valdostana, intorno alla quale gravitano le altre cinquantaquattro biblioteche di pubblica lettura appartenenti al Sistema bibliotecario regionale.

## Storia
La Biblioteca Regionale era stata preceduta in Valle d'Aosta da una serie di altre piccole biblioteche, limitate a specifici ambiti professionali. Esistevano, in effetti, fondi librari ricchi di codici miniati, di collezioni erudite, di preziose testimonianze manoscritte, ma mancava una biblioteca che possedesse anche testi per la lettura amena, e di vari orientamenti culturali.
La pressante richiesta di istituire una biblioteca pubblica in Valle d'Aosta fu principalmente merito di due importanti personaggi dell'ambito culturale locale: il canonico e storico Félix Orsières, che nel 1846, all'inaugurazione del nuovo Municipio, auspicò l'apertura di una biblioteca all'interno del medesimo edificio; e soprattutto dell'etnografo Jules Brocherel, che un secolo più tardi chiese alla Regione valdostana e al Comune di Aosta di unire le loro forze per potenziare la modesta biblioteca civica esistente, completando specialmente la collezione di libri di cultura locale e sull'alpinismo, ed offrendo a tale scopo la propria raccolta libraria.
Oltre alla limitata quantità di volumi, Brocherel rimproverava alla raccolta libraria pubblica esistente anche la scarsa presenza di testi in lingua francese, fatto che non permetteva all'istituzione di assumere un ruolo specialistico nella ricerca, documentazione e diffusione della cultura valdostana.
Nel 1937 la Biblioteca venne riordinata, dopo che, per l'elevazione di Aosta a capoluogo di provincia, la Biblioteca stessa ricevette, per diritto di stampa, copia di ogni pubblicazione edita nella provincia.
Finalmente, nel secondo dopoguerra, le già ricordate proposte di Brocherel furono accolte e, con deliberazione del 10 marzo 1950, furono istituite le “Bibliothèques de la région valdôtaine et de la ville d'Aoste réunies”, aperte al pubblico il 15 gennaio 1951 con sede ad Aosta, in via Xavier de Maistre 10. Direttore della Biblioteca Regionale fu nominato Brocherel stesso, con l'acquisizione in varie tranche della sua notevole raccolta libraria.
Alla Regionale venne affidata in quel periodo anche la raccolta di libri della Société de la Flore Valdôtaine, ed il Fondo E. J. Mazzuchi, importante raccolta di libri sull'alpinismo.
Attorno al 1980 venne acquisita la Biblioteca Piero Giacosa - Enrico Craveri, di argomento valdostano e canavese, costituita da oltre 6.000 volumi, e nel 1986 venne acquistata anche la Biblioteca Fisanotti, importantissima raccolta di cultura locale.
Nel 1990 pervenne un altro importante fondo di argomento alpinistico, la Biblioteca Piero Falchetti, formata da circa 2.000 volumi.

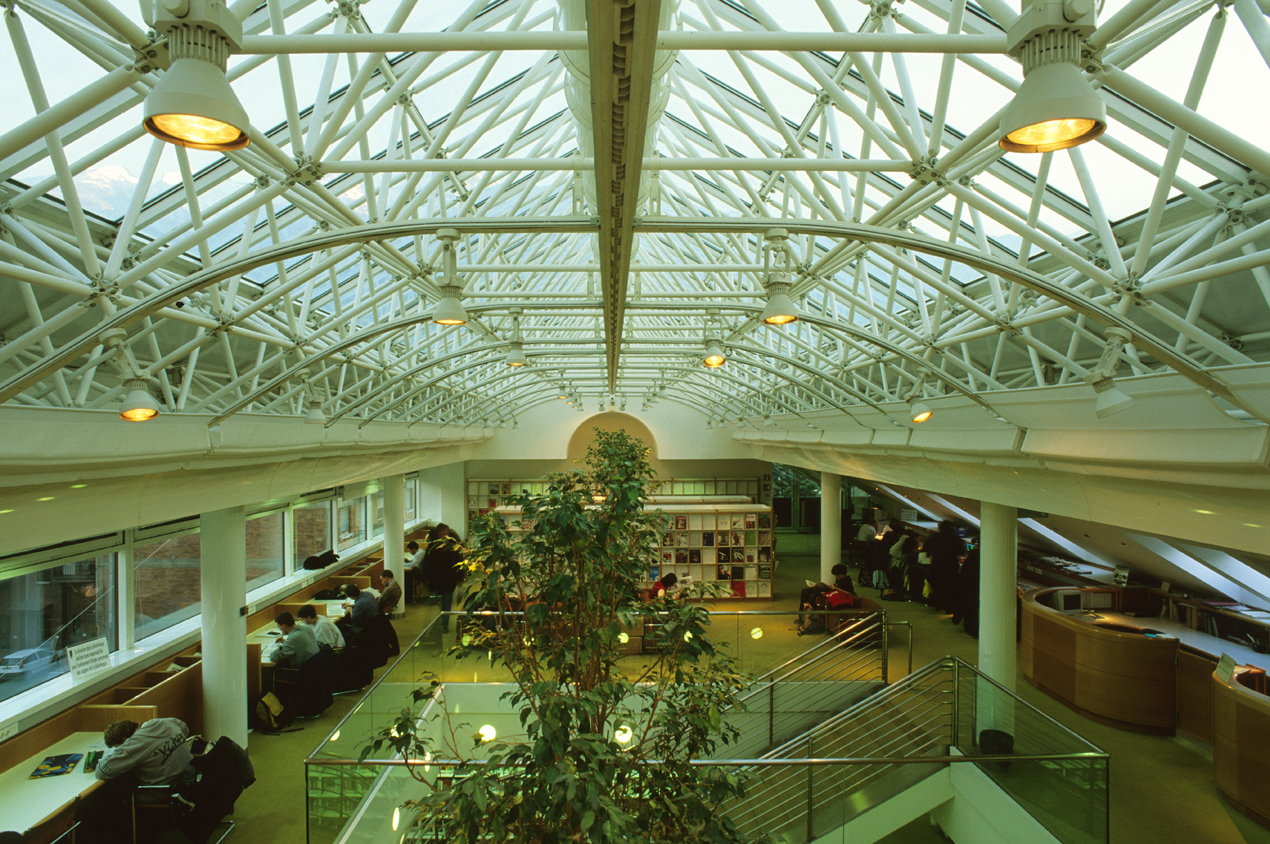
La sezione emeroteca della Biblioteca regionale di Aosta.

Nel settembre 1996, l'istituzione venne spostata nella moderna sede progettata dall'architetto Gianni Debernardi, andando a occupare un sito di grande interesse archeologico in via Torre del Lebbroso.
Una moderna struttura in vetro, costituente il corpo principale della nuova biblioteca, è stata addossata all'edificio preesistente allo scopo di offrire al pubblico le migliori condizioni di lettura. I lavori per la costruzione della nuova sede sono durati dal 1988 al 1994.
Nel 2011 la Biblioteca regionale di Aosta è stata intitolata a Bruno Salvadori, giornalista e politico valdostano (1942-1980).

## Le raccolte librarie
Per quanto riguarda il patrimonio attuale, la Sala di consultazione permette l'accesso ad oltre 8.200 volumi a scaffale aperto, mentre nell'Emeroteca sono presenti circa 300 testate correnti, in italiano e francese, compresi 10 quotidiani nazionali e 5 quotidiani esteri. 
La Sezione adulti, ripartita in due piani, è costituita da circa 80.000 volumi a scaffale aperto ordinati secondo la classificazione decimale Dewey, e da altri 133.000 a magazzino.
La Sezione ragazzi dispone di circa 39.000 documenti, di cui 21.500 a scaffale aperto (sono presenti, tra l'altro, una sala per l'ascolto dei documenti sonori, un atelier per giochi e attività espressive, ed un teatrino per proiezioni cinematografiche, rappresentazioni teatrali e letture collettive).
Tra le raccolte speciali, figura l'importante Fondo Valdostano, ricco di circa 14.000 volumi di interesse locale a scaffale aperto, di stampe, carte storiche, manifesti e dépliant relativi alla Valle d'Aosta e all'Alpinismo. Consente inoltre la consultazione su microfilm o su supporto digitale di quasi tutti i giornali valdostani.
La sezione videoteca mette a disposizione degli utenti oltre 17.300 documenti video: DVD e videocassette. Dispone inoltre di 10 postazioni per la visione in sede.
La sezione fonoteca raccoglie 19.000 documenti sonori (CD audio e alcuni 33 giri in vinile) che comprendono tutti i generi musicali più alcune registrazioni non musicali (letture di poesie ed altro).

## I servizi
La biblioteca è dotata di apparecchiature RFID per l'automazione dei servizi di prestito e restituzione. Tutti gli oltre 300.000 documenti posseduti sono equipaggiati con tag RFID utilizzati anche in funzione antitaccheggio. Il prestito di tutti i documenti può essere effettuato mediante macchine di autoprestito. La restituzione avviene ai due ingressi della biblioteca mediante comode apparecchiature collegate al sistema informativo che smistano i documenti per favorirne la ricollocazione a scaffale.
Tutta la struttura è coperta da segnale Wi-Fi, gratuitamente accessibile da tutti gli iscritti. Sono inoltre disponibili 10 postazioni fisse per l'accesso alla rete internet, disponibili gratuitamente per un'ora al giorno.  
La biblioteca dispone di una sala conferenze ricavata nella cappella dell'antico Hospice de charité sul quale è stata costruita una parte dell'edificio attuale. Sulla volta sono ancora visibili gli affreschi sacri originali. La sala ha una capienza di 78 posti e dispone di moderne strumentazioni per l'amplificazione, la proiezione di filmati, la connessione alla rete internet e le videoconferenze.  